# Rutstroemia maritima
Rutstroemia maritima är en svampart som först beskrevs av Roberge ex Desm., och fick sitt nu gällande namn av Dennis 1964. Rutstroemia maritima ingår i släktet Rutstroemia och familjen Rutstroemiaceae.   Inga underarter finns listade i Catalogue of Life.